# Harry Warner
Harold "Harry" Morris Warner, ursprungligen Hirsch Moses Wonsal, född 12 december 1881 i Krasnosielc, Mazowsze i Polen, död 25 juli 1958 i Hollywood i USA, var en amerikansk filmbolagschef och producent, en av medgrundarna av Warner Brothers 1923.